# Ramal ferroviario La Plata-Las Pipinas-Magdalena-Atalaya
El Ramal La Plata - Las Pipinas - Magdalena - Atalaya pertenece al Ferrocarril General Roca, Argentina. Recibió el número 47 en la lista de ramales del ex Ferrocarril del Sud.

## Ubicación
Se halla en la Provincia de Buenos Aires dentro de los partidos de La Plata, Magdalena y Punta Indio.
Unía la ciudad de La Plata, con Magdalena, Atalaya, Verónica y Las Pipinas.

## Servicios
Desde 1982 no presta servicios de ningún tipo. Se encuentra intrusado por casi 1.200 metros en las inmediaciones de Rufino de Elizalde.
La estación La Plata es cabecera de los servicios metropolitanos que presta la empresa estatal Trenes Argentinos Operaciones entre esta y Constitución. El tramo entre dicha estación y el cruce con la calle 25 presta el servicio conocido como Tren Universitario. Desde este punto, las vías se encuentran en proceso de recuperación para la futura extensión del Tren Universitario hasta Los Hornos. Entre la calle 659 y cercanías de la estación Ignacio Correas, las vías han sido limpiadas por la Asociación Tren A Pipinas, que continúa limpiando el tramo Arana-Correas. Desde la estación Arana al sur, la asociación "Vías Verdes" ha despejado 200 metros de traza. El resto del ramal se encuentra en estado de abandono.

## Historia
El ramal 47 del FCGR fue construido por el Ferrocarril Oeste de Buenos Aires en 1887 entre La Plata y Magdalena. Tras la nacionalización de los ferrocarriles en 1948, pasó a formar parte del Ferrocarril General Roca. En 1978 la junta militar clausuró el ramal y dispuso su desmantelamiento. Sin embargo, en el año 1981 tuvo que ser temporalmente reabierto para trasladar material militar (tanques) hacia el sur, transportando también en 1982 a los jóvenes combatientes de las regiones lindantes al ramal hacia el sur, desde donde partirían a las Islas Malvinas. Desde entonces, no volvió a ver correr trenes.
En 2008 un documental realizado por tres egresados de la Facultad de Periodismos y Comunicación Social de la Universidad Nacional de La Plata que retrata la historia de algunos de los pueblos del ramal, llamado "Soy por el tren (o no soy)" recibió el Premio Nacional de Periodismo que entrega la agencia de noticias Télam. A partir de este trabajo, algunos estudiantes de la misma universidad, junto con vecinos de los pueblos que atraviesa el ramal, se inspiraron en el mismo para emprender la recuperación de las vías. 
Realizando jornadas de limpieza y trabajo en los fines de semana, lograron limpiar más de 3 kilómetros a agosto de 2022, entre las calles 659 y proximidades de la estación Ignacio Correas. El objetivo primario es unir nuevamente las estaciones Ignacio Correas y Arana, para luego continuar con el resto del ramal. Es factible la puesta en marcha de un servicio turístico entre las mencionadas estaciones para servir la gran cantidad de personas que quieren pasar el día en los hermosos alrededores del arroyo, además de servir durante la semana con un servicio de transporte para los vecinos que cuentan con un muy pobre y deficiente transporte automotor (Solamente el ramal 80 de la línea Este llega, con frecuencias bajísimas). En una segunda etapa, se buscará recuperar el tramo Arana - Elizalde y reconectar nuevamente Elizalde con La Plata, logrando nuevamente la conexión directa a la línea principal del Roca: el mayor problema para esto son las construcciones hechas arriba de las vías en Rufino de Elizalde, que ocupan aproximadamente 1.200 metros. En una tercera etapa, se buscará reconectar el tramo Pipinas - Verónica - Punta Indio.

## Imágenes

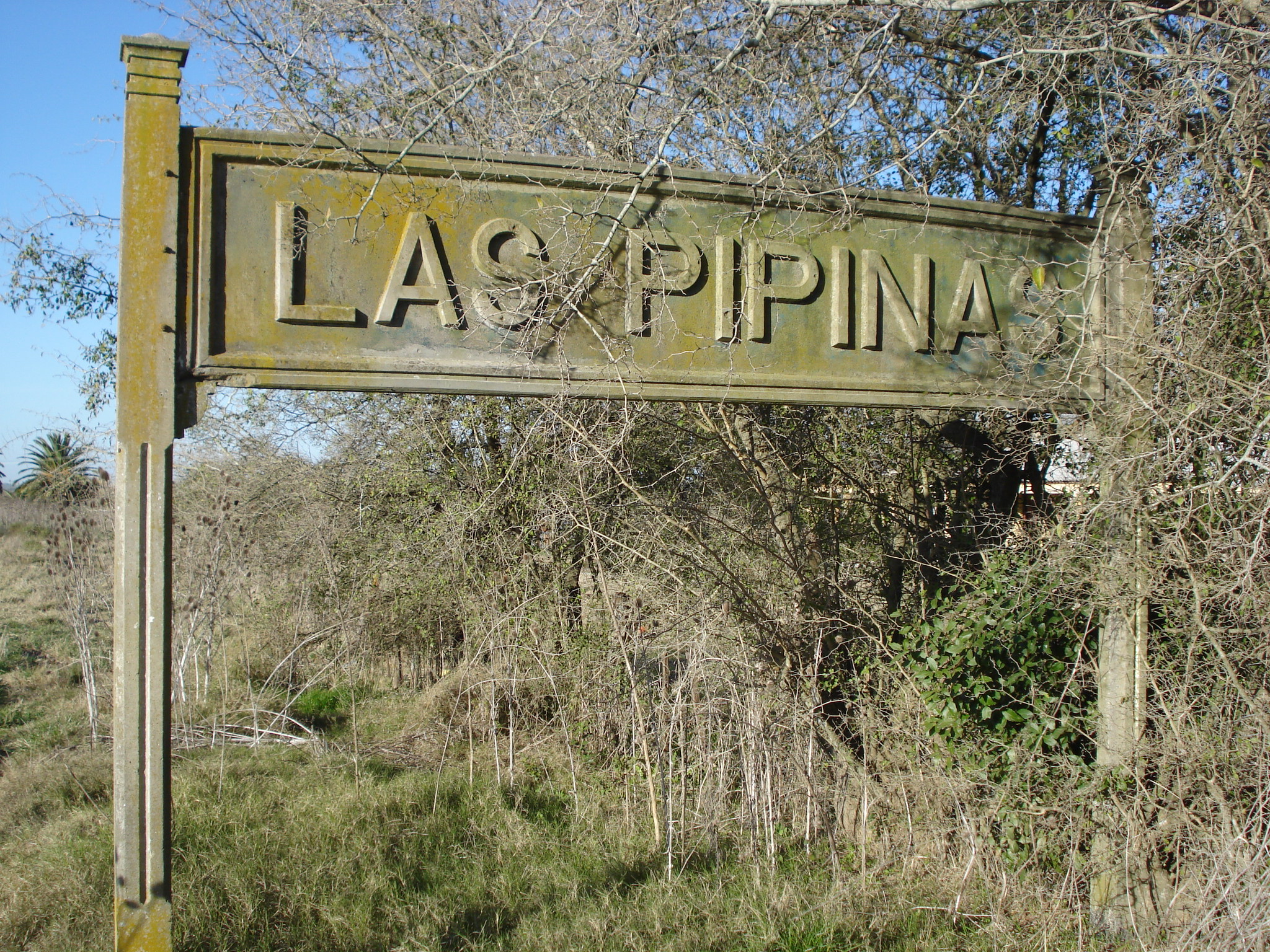
Estación Las Pipinas
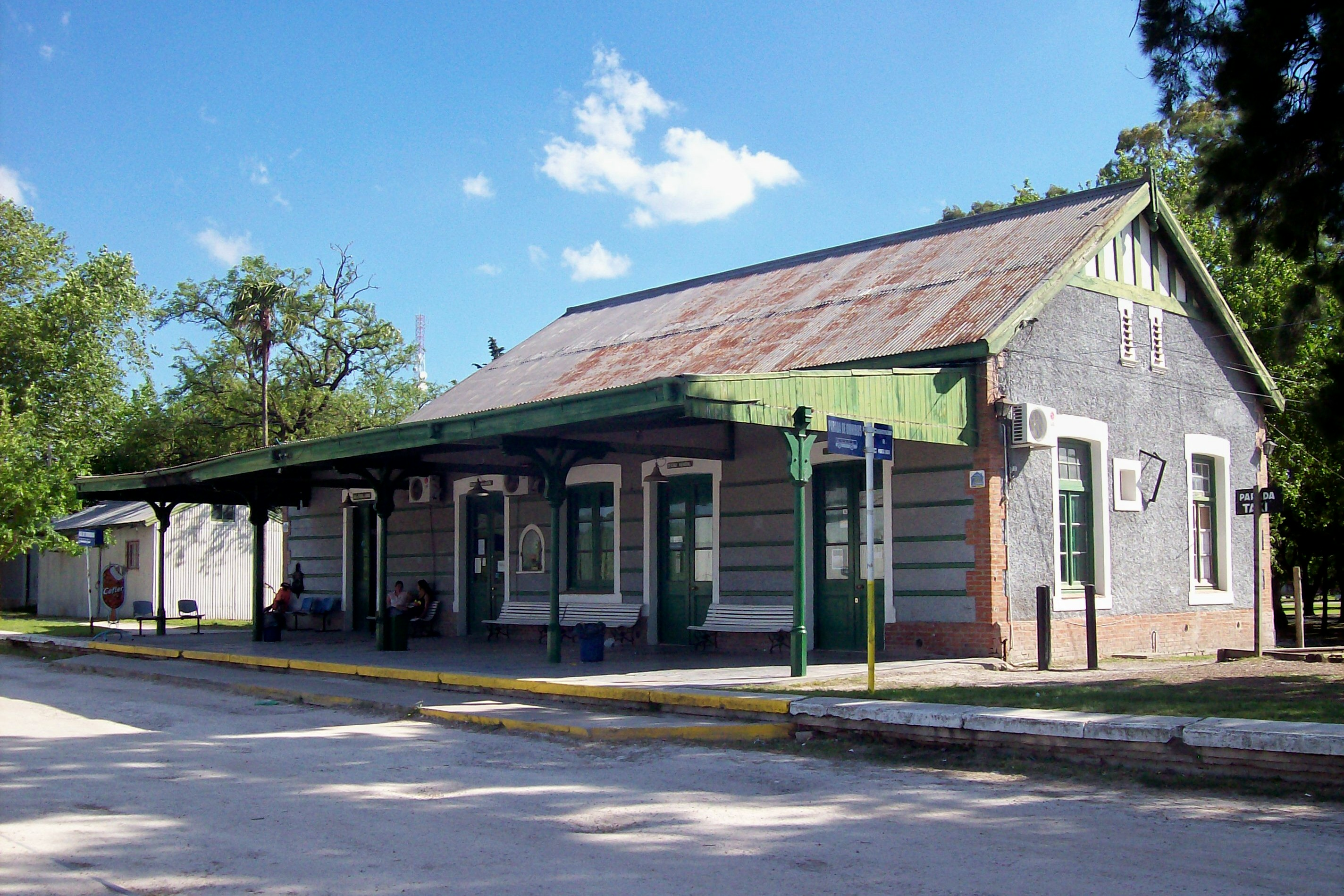
Estación Verónica
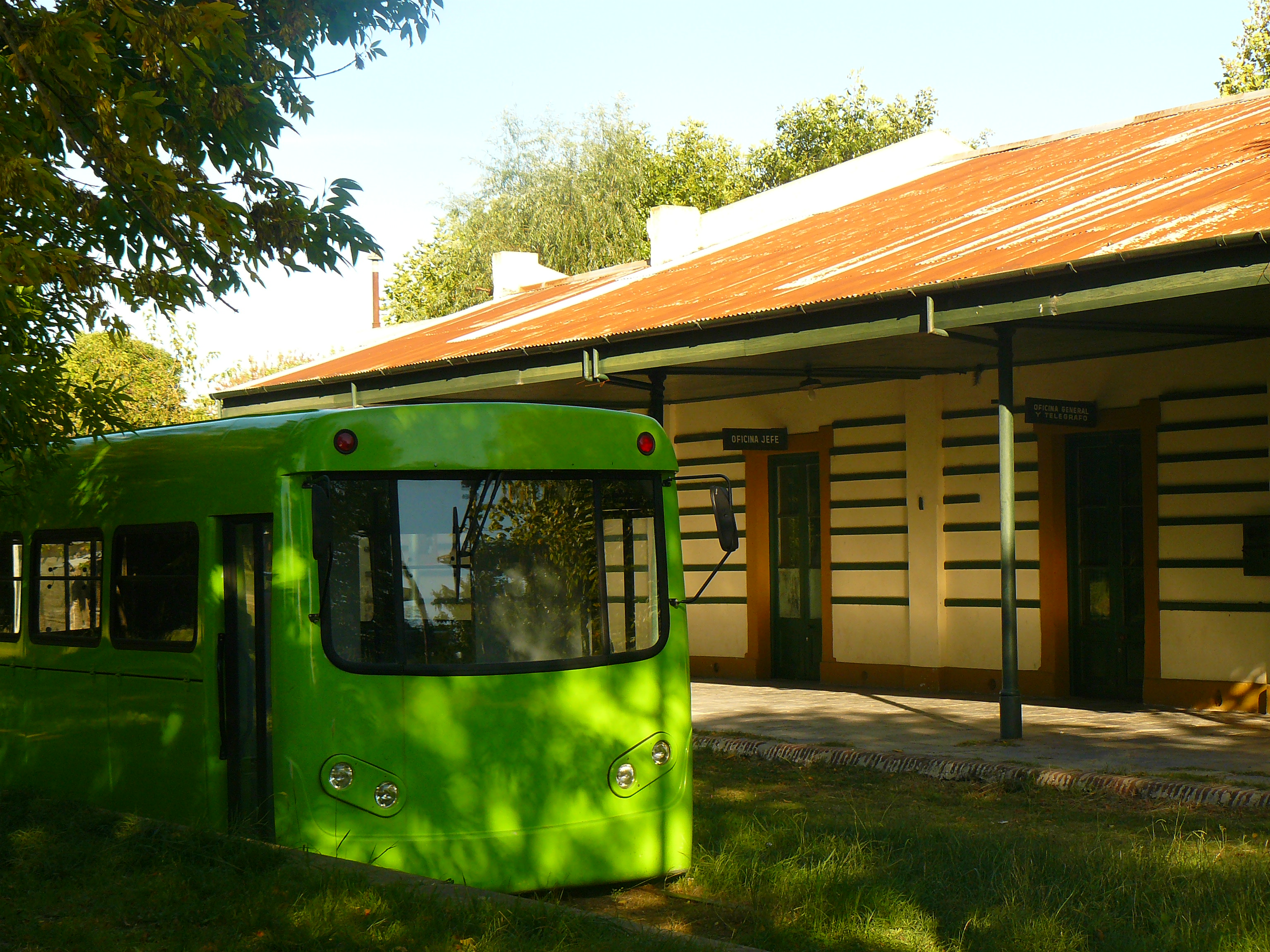
Estación Bavio
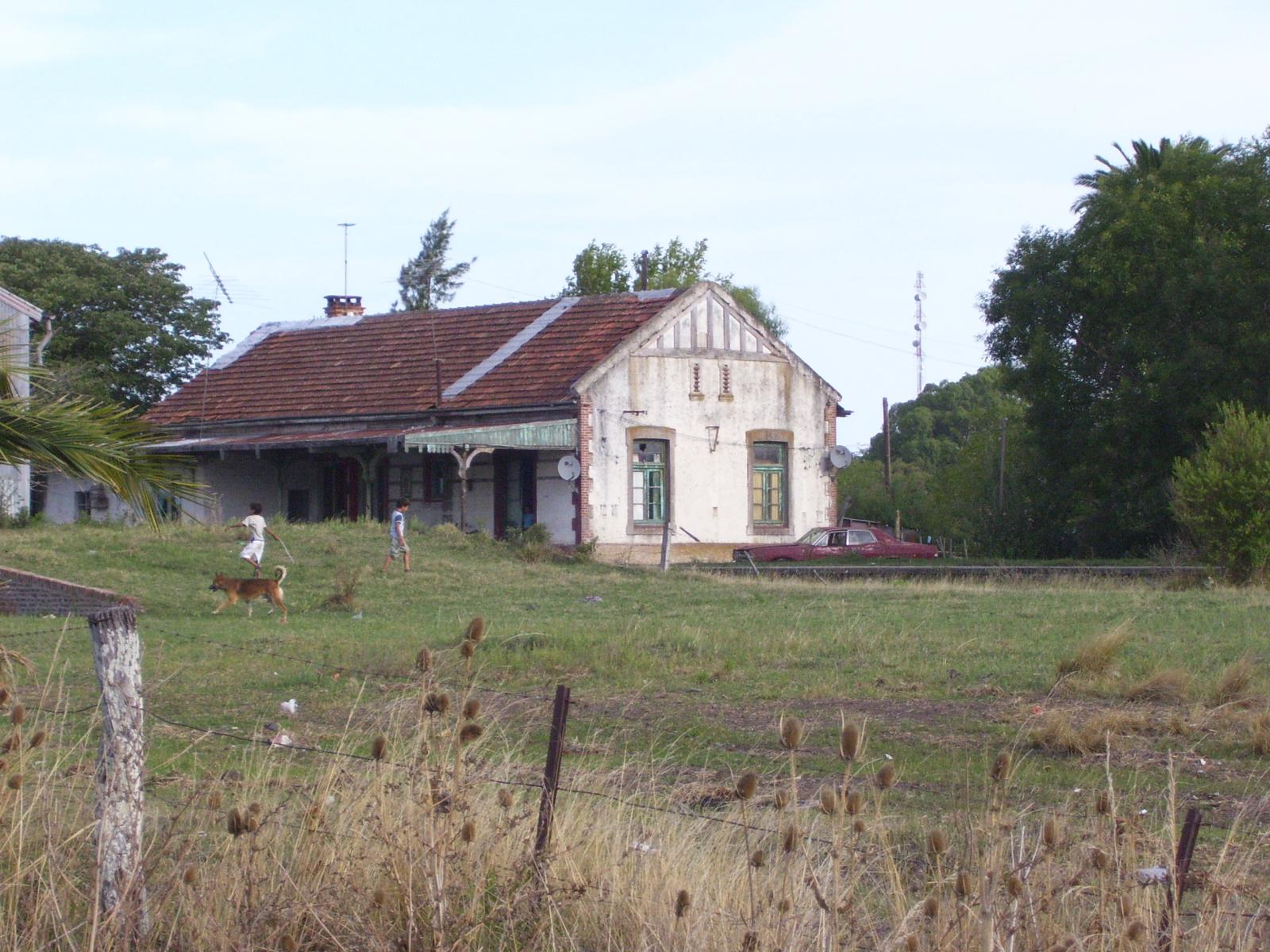
Estación de Magdalena